# 志願兵補充部隊
志願兵補充部隊 (英語: Volunteer Reserves)はイギリス軍における有志・非常勤の予備役部隊である。
正規予備役と異なり、志願兵補充部隊は召集に応じて即戦力となることを期待できる退役軍人を含んでいない。
その代わり、志願兵補充部隊は日常的に正規軍と一緒に訓練や軍事作戦に参加する民間ボランティアで構成されている。志願兵補充部隊は定められた任期の間、正規軍人と統合された「錬度の高い」兵士として、国内・海外問わず任務にあたる。実際に、ほぼすべての主要な軍事作戦において国防義勇軍が正規軍たるイギリス陸軍とともに派遣されている。
志願兵補充部隊に10年勤続すると、"V.R."のポスト・ノミナル・レターズの使用が許される。
志願兵補充部隊は大学教練部隊を含んでいる。大学教練部隊は義務兵役ではなく、むしろイギリスの大学生に学生連隊という形で軍務への関与と軍事訓練の機会を提供するものである。

## 構成

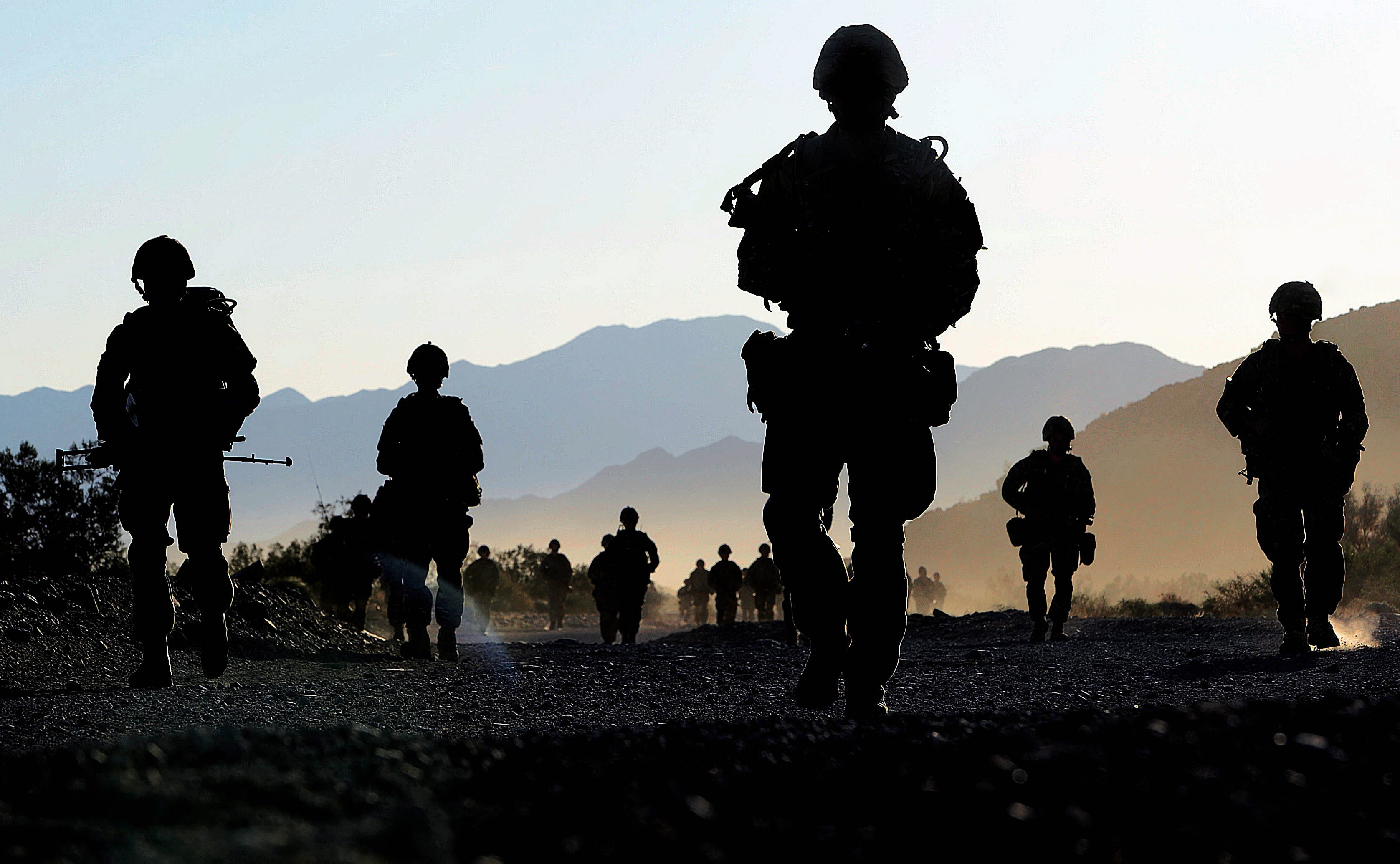
訓練中のイギリス海兵隊予備員(2013年)

志願兵補充部隊はイギリス四軍（陸軍、海軍、海兵隊、空軍）のそれぞれに対応して設けられており、各正規軍の一部として軍事作戦にあたる。
- イギリス陸軍
  - 国防義勇軍 - (陸軍大学士官教練隊（英語版）を含む)
- イギリス海軍
  - イギリス海軍予備員 - (海軍大学教練隊（英語版）を含む)
- イギリス海兵隊
  - イギリス海兵隊予備員（英語版）
- イギリス空軍
  - イギリス補助空軍（英語版）
  - イギリス空軍志願予備員（英語版） - (空軍大学飛行隊（英語版）を含む)

## フューチャー・リザーブス 2020
2012年に行われた"フューチャー・リザーブス 2020"の見直しにおいて、志願兵補充部隊（大学教練部隊および空軍志願兵補充部隊を除く）を正規軍に統合し、海外派兵への対応能力を高めることとされている。

## 注
1. ↑  ただし、退役軍人にも志願資格はある。